# Deadlier Than the Male
Deadlier Than the Male (conocida en español como Más peligrosas que los hombres en España y  Muñecas que matan en México) es una película británica de misterio y crimen de 1967. Es una de las muchas películas derivadas de James Bond producidas durante la década de 1960, pero con la diferencia de que está basada en un héroe de ficción detectivesco ya establecido, Bulldog Drummond.
Richard Johnson interpreta a Drummond, convertido en la película en un afable veterano de la Guerra de Corea, ahora investigador de seguros, que sigue a un par de sexys asesinas (Elke Sommer y Sylva Koscina) que matan por deporte y ganancia. El sobrino estadounidense de Drummond, Robert Drummond (Steve Carlson, entonces estrella contratada por Universal Pictures), se ve envuelto en la intriga cuando viene de visita.
El título es una referencia a la frase The female of the species is deadlier than the male, la versión en inglés de la frase «La hembra de la especie es más mortal que el macho», y también se refiere al libro anterior de Drummond de Sapper, The Female of the Species. El título provisional de la película era The Female of the Species. «Deadlier Than the Male», la canción que aparece en la secuencia de créditos iniciales de la película, fue interpretada por The Walker Brothers.
Filmada en Technicolor y Techniscope, partes de la película se rodaron en Lerici, La Spezia, Liguria, Italia. Una secuela, Some Girls Do, siguió en 1969.

## Argumento
La glamorosa asesina Irma Eckman, disfrazada de asistente de vuelo, mata al magnate petrolero Henry Keller con un cigarro con trampa explosiva a bordo de su jet privado, lanzándose en paracaídas antes de que el avión explote. La recoge una lancha rápida conducida por su cómplice, la igualmente bella Penélope. Luego, el par de villanas asesina a David Wyngarde, haciendo que parezca un accidente de pesca submarina. Sir John Bledlow, uno de los directores de Phoenecian Oil, sospecha que ambas muertes fueron resultado de un acto sucio; había recibido un mensaje urgente de Wyngarde de que necesitaba ponerse en contacto con Keller por una «cuestión de vida o muerte». Le pide al amigo de Wyngarde, Hugh «Bulldog» Drummond, que investigue.
Un representante de una parte desconocida se acercó a Phoenecian y le ofreció superar la oposición de Keller a una fusión con Phoenician en un plazo de seis meses por un millón de libras. Irma se presenta en una reunión de la junta directiva para cobrar. Sin embargo, la junta está dividida (Henry Bridgenorth es el que más se opone) y la votación es de cinco a cuatro en contra del pago. Esa noche, Irma y Penélope visitan a Bridgenorth en su apartamento, con resultados fatales. Cuando la junta se vuelve a reunir, los directores votan por unanimidad para pagar.
Carloggio, el sirviente de Wyngarde, entrega una pequeña parte de un mensaje grabado que Wyngarde había grabado. Sólo queda parte de una frase (las asesinas robaron el resto). Irma y Penélope silencian a Carloggio, luego Penélope entrega una caja de cigarros mortales al departamento de Drummond mientras él está fuera. Brenda, una chica que el sobrino de Drummond, Robert, ha traído de vuelta al apartamento, escapa por poco del mismo destino que Keller. Más tarde esa noche, se realiza otro atentado contra la vida de Drummond.
Al día siguiente, Irma le hace otra propuesta a Phoenecian: conseguirles la concesión petrolera en el país de Akmata, a pesar de la determinación del rey de que el desarrollo de los yacimientos petrolíferos esté a cargo del país mismo, a cambio de otro millón de libras. Drummond se da cuenta de que la cinta confusa se refería al asesinato del rey. Mientras tanto, Penélope secuestra y tortura a Robert, pero él no puede decirle nada. Drummond sigue a Irma de regreso a su apartamento y puede rescatar a Robert antes de que una bomba dejada por las dos mujeres explote. Luego se sorprende al descubrir que Robert es un viejo amigo universitario del rey Fedra de Akmatan.
Irma acaba con Weston, otro miembro de la junta de Phoenecian. Drummond viaja a la costa mediterránea. Después de conocer y advertir al rey Fedra, lo invitan a un castillo propiedad del rico Carl Petersen, el autor intelectual detrás de los asesinatos. Resulta que Petersen no es otro que Weston, quien fingió su muerte. A Drummond no se le permite salir del castillo. Irma intenta seducir a Drummond para distraerlo, pero, para su furia, él rechaza sus insinuaciones. Grace, una de las mujeres de Petersen, le confía su deseo de irse a Drummond, pero Petersen está observando y escuchando electrónicamente su conversación. Penélope se vuelve la cuidadora de Drummond y tiene más éxito en pasar la noche con él.
Petersen le da a Grace una «segunda oportunidad»; aprovecha la oportunidad para abordar el yate del rey tan pronto como tiene la oportunidad, tal como había planeado Petersen. Drummond descubre que Grace, sin saberlo, lleva la bomba destinada al rey. Mata al guardaespaldas de Petersen, Chang, y tras jugar un juego de ajedrez con piezas motorizadas gigantes contra Petersen, lo mata tras deja caer a Petersen en el agujero a través del cual se retira del juego una pieza de ajedrez.
Drummond y Robert corren hacia el yate del rey, capturan a Irma y Penélope en el camino y se las llevan. Cuando Irma y Penélope se niegan a decirle dónde está escondida la bomba, Drummond busca a Grace en busca del explosivo, finalmente desnudándola y arrojándola por la borda. Cuando el guardia que sostiene a Irma y Penélope a punta de pistola se distrae con esto, el par de asesinas escapa. Mientras se alejan en una lancha rápida, Irma revela que la bomba está en la horquilla de Grace, para horror de Penélope: habiendo envidiado el moño de Grace, lo robó y ahora lo lleva puesto. Las dos asesinas mueren cuando explota. Mientras tanto, Drummond y Robert se sumergen en el mar para rescatar a Grace.

## Reparto
- Richard Johnson como Hugh «Bulldog» Drummond, un agente secreto asignado a investigar asesinatos misteriosos.
- Elke Sommer como Irma Eckman, una de las asesinas de Carl Petersen junto con Penélope.
- Sylva Koscina como Penélope, una de las asesinas de Carl Petersen junto con Irma.
- Nigel Green como Weston / Carl Petersen, un hombre de negocios y jefe de Irma y Penélope.
- Suzanna Leigh como Grace, una de las asistentes de Petersen que se enamora de Drummond.
- Steve Carlson como Robert Drummond, sobrino de Hugh Drummond.
- Virginia North como Brenda, la novia de Robert.
- Justine Lord como Peggy Ashenden, la secretaria de Bledlow.
- Leonard Rossiter como Henry Bridgenorth, uno de los hombres asesinados.
- Laurence Naismith como Sir John Bledlow, el jefe de Peggy.
- Zia Mohyeddin como el rey Fedra, un rey árabe y amigo de Robert.
- Lee Montague como Boxer, un jefe criminal y amigo de Drummond.
- Milton Reid como Chang, el brutal secuaz de Petersen.
- Yasuko Nagazumi como Mitsouko, una de las asesinas de Petersen.
- Didi Sydow como Anna, una de las asesinas de Petersen.
- George Pastell como Carloggio.
- John Stone como David Wyngarde, el amigo de Drummond que lo asigna al caso.
- Dervis Ward como Keller, la primera persona asesinada por Irma al comienzo de la película.
- William Mervyn como presidente de la junta de Phoenician.

## Producción
El éxito de las películas de James Bond vio un resurgimiento en las novelas de Bulldog Drummond. La película fue anunciada publicitariamente en diciembre de 1964 (bajo el título de The Female of the Species) pero no se filmó hasta 1966.
Fue la primera producción de Amerlon Productions, una subsidiaria de Inflight, la empresa que proyectaba películas a bordo de vuelos de aerolíneas. Richard Johnson, la preferencia original del director Terence Young por interpretar a James Bond, y entonces mejor conocido por ser el marido de Kim Novak, fue elegido como Drummond.
El rodaje comenzó en Londres el 23 de mayo de 1966.
En una entrevista, Ralph Thomas afirmó que la película estaba pensada como piloto de una serie de televisión. Se filmó en tres meses y Thomas admitió que lo hizo por «codicia». «Tuve tres meses; me dieron mucho dinero; me divertí mucho y disfruté haciéndolo. Era una excelente ubicación y la película parecía Precioso. Eso es todo».
A Sommer le pagaron 170 000 dólares por su papel.
Johnson dijo más tarde:
Conscientemente intenté usar más de mí mismo que en cualquier otra cosa que haya hecho... Fue una creación completamente nueva que no estaba en los libros de Drummond. No podía respetar al hombre [el personaje de Drummond en los libros]. Era intolerante y brutal. Un personaje nazi. No intenté convertirme en ese personaje. Comenzamos con una página nueva. Dije, está bien, si me quieren, me tendrán, pero esta es una versión más valiente y física de mí.
Los productores lucharon contra la British Board of Film Classification («Junta Británica de Censores Cinematográficos»), que se opuso firmemente al uso de mujeres asesinas, la tortura y la promiscuidad en la película, lo que le valió a la película una calificación X.